# Josiah K'Okal
Josiah Asa K'Okal (Nyanza, Kenia, 7 de septiembre de 1969 - Monagas, Venezuela, 1 o 2 de enero de 2024) fue un sacerdote keniata, defensor de los derechos humanos de los pueblos indígenas de Venezuela.

## Biografía
K'Okal nació en Siaya, en la provincia de Nyanza, en Kenia, país en el que fue maratonista. Entró en la congregación de Misioneros de la Consolata, donde hizo su profesión religiosa en 1993 y se ordenó como sacerdote en 1997, después de sus estudios en Londres, Reino Unido.Ese año fue enviado por los misioneros a Venezuela.

### Sacerdocio y activismo por los derechos humanos
En Venezuela llegó a ser administrador, consejero, vicesuperior y superior de la delegación de los Misioneros de la Consolata.
Desde 2006, según el FIDES, se dedicó a estudiar la cultura y la lengua del pueblo indígena warao. Vivió en Delta Amacuro, Venezuela, donde tenía nacionalidad, durante catorce años,[cita requerida] donde trabajó apoyando a las personas pobres del estado y colaborando en la defensa de los derechos humanos de los pueblos indígenas, denunciando el tráfico humano de waraos. Fue certificado como profesor por el Ministerio de Educación de Venezuela, y su labor le valió la nacionalidad venezolana.
En 2022 terminó una maestría en antropología en la Facultad Latinoamericana de Ciencias Sociales de Ecuador y trabajó en su tesis el caso del desplazamiento de los waraos de Venezuela a Brasil y su hacinamiento en centros de refugiados.

### Muerte
El 1 de enero de 2024, según testimonios de los compañeros de K'Okal reseñados por Radio Fe y Alegría, el misionero salió en horas de la mañana de Año Nuevo, desde la casa de la congregación Dani Consolata en el sector Paloma, municipio Tucupita, a pasear en bicicleta y a visitar a los fieles, pero nunca regresó. Ese mismo día fue denunciada su desaparición.
El 2 de enero de 2024 el cuerpo de K'Okal fue encontrado por efectivos de la Policía Nacional Bolivariana en la carretera nacional Tucupita Barrancas del municipio Sotillo colgado y ahorcado de un árbol.
El 3 de enero la arquidiócesis de Caracas y el cardenal Baltazar Porras publicaron un comunicado de despedida donde confirmaron y lamentaron la muerte de K'Okal, elogiándolo como «buen sacerdote y generoso misionero». Ese día la comunidad warao exigió mediante un comunicado del Servicio de Información para las Obras Misioneras Pontificias una «investigación seria y creíble» para que se «aclaren las circunstancias de su muerte». El medio Efecto Tocuyo reseñó su muerte como un «asesinato».
El diario Últimas Noticias reseñó ese mismo día que un informe preliminar del CICPC concluyó que la muerte de Josiah K'Okal había sido un suicidio,[cita requerida] información corroborada por el director del CICPC, Douglas Rico, quien aseguró que en los mensajes de su celular se evidenciaban síntomas de depresión, y que conocidos de K'Okal habían corroborado su reciente depresión.